# Zaabíes
Los zaabíes o clan Za'ab (en árabe, الزعابي al-za'abi) son una tribu árabe de Arabia.
Los zaab se establecieron originalmente en el pueblo costero de Jazirat Al Hamra (actual Ras al-Jaima, en los Emiratos Árabes Unidos), donde a principios del siglo XX habían establecidas unas 500 casas. También se establecieron en Kalba (actual Sharjah, E.Á.U.), donde residían unas 150 familias, y cultivaban palmeras datileras en la aldea interior de Jatt (Khat) en la llanura de Jiri, donde se acamparon para evitar la humedad y el calor de la costa durante la cosecha de dátiles de verano. En ese momento, la tribu tenía unos 3.300 miembros.
El jeque de Jazirat Al Hamra en 1820, Rajib bin Ahmed Al Zaabi, fue uno de los cuatro signatarios independientes del tratado original de 1820 entre los Estados de la Tregua y el Raj británico, después de la expedición punitiva de 1819 montada contra Ras al-Jaimah por los británicos. En el tratado, el jeque fue nombrado como Jourat Al Kamra. En el momento de la tregua marítima perpetua del 4 de mayo de 1853, Jazirat Al Hamra se había convertido en parte de Ras al-Jaimah y el tratado fue firmado por el jeque Sultán bin Saqr Al Qasimi como «Jefe de los Joasmees», de los cuales los zaabíes se había hecho dependientes.
Al Jazirah Al Hamra también ha sido llamado Jazirah Al Zaab por la tribu. Una isla de marea, se dividió en dos secciones, el pequeño barrio norte de Umm Awaimir y el sur de Manaj. Aunque los zaabíes poseían alrededor de 500 ovejas y 150 vacas en ese momento, no había palmerales, aunque la tribu cuidaba una serie de arboledas en Jatt (J. G. Lorimer señala que había unos 20.000 árboles alrededor de la aldea). Los zaabíes mantenían una flota de unos 25 botes para el cultivo de perlas en Jazirat Al Hamrah, la principal fuente de ingresos de la tribu hasta el colapso del mercado de las perlas a fines de la década de 1920.
Tras un acuerdo entre el jeque Khalid bin Ahmad Al Qasimi de Sharjah y el jeque Sultan bin Salim Al Qasimi de Ras Al Khaimah en 1914, la ciudad se convirtió en parte de Ras Al Khaimah, pero a menudo estaba en disputa con el nuevo gobernante. Esto condujo, en 1968, a una disputa con el jeque Saqr bin Mohammed Al Qasimi de Ras Al Khaimah, que resultó en que la mayoría de la tribu aceptara una oferta del jeque Zayed bin Sultan Al Nahyan para mudarse a Abu Dhabi. Este movimiento dejó un pueblo casi completamente abandonado que había albergado a unas 2.500 personas.
Como resultado de este movimiento, la tribu da su nombre a un área en Abu Dhabi, Al Zaab.